# Dirichletsche Lambdafunktion
In der analytischen Zahlentheorie ist die dirichletsche Lambdafunktion eine spezielle Funktion, die nach dem deutschen Mathematiker Dirichlet (1805–1859) benannt ist. Sie ist das arithmetische Mittel aus der riemannschen Zetafunktion und der dirichletschen Etafunktion und somit eine nicht elementare Funktion. Diese Funktion bildet auch zur dirichletschen Betafunktion das imaginäre Gegenstück. Sie wird mit dem kleinen griechischen Buchstaben lambda ({\displaystyle \lambda }) notiert; und die elliptische Lambdafunktion als eine spezielle Modulfunktion, wird ebenfalls so bezeichnet.

## Definitionen
Die dirichletsche Lambdafunktion ist für alle komplexen Zahlen {\displaystyle s\in \mathbb {C} } über die Abel-Plana-Definition so definiert:
{\displaystyle \lambda (s)={\frac {s}{2s-2}}+\int _{0}^{\infty }{\frac {\sin {\bigl [}s\arctan(x){\bigr ]}}{(x^{2}+1)^{s/2}{\bigl [}\exp(\pi x)-1{\bigr ]}}}\,\mathrm {d} x}
Ebenso ist die dirichletsche Lambdafunktion für alle komplexen {\displaystyle s} mit Realteil größer als 0 definiert über die Dirichletreihe:
{\displaystyle \lambda (s)=\sum _{n=1}^{\infty }{\frac {1}{(2n-1)^{s}}}=1+{\frac {1}{3^{s}}}+{\frac {1}{5^{s}}}+{\frac {1}{7^{s}}}+{\frac {1}{9^{s}}}+\ldots }
Obwohl bei der zweiten Definitionsformel die Gültigkeit dieses Ausdrucks auf komplexe Zahlen mit positivem Realteil beschränkt ist, bildet er eine Ausgangsbasis für alle Darstellungen der {\displaystyle \eta }-Funktion. Sie kann auf die ganze komplexe Zahlenebene analytisch fortgesetzt werden, was eine Berechnung der {\displaystyle \eta }-Funktion für alle beliebigen {\displaystyle s} gewährleistet.
Alternativ kann die dirichletsche Lambdafunktion auch basierend auf Zetafunktion und Etafunktion als arithmetisches Mittel der zuletzt genannten beiden Funktionen definiert werden:
{\displaystyle \lambda (s)={\frac {1}{2}}\zeta (s)+{\frac {1}{2}}\eta (s)}
Ebenso ist eine direkte Definition aus der riemannschen Zetafunktion oder der dirichletschen Etafunktion möglich:
{\displaystyle \lambda (s)=(1-2^{-s})\,\zeta (s)}
{\displaystyle \lambda (s)={\frac {2^{s}-1}{2^{s}-2}}\,\eta (s)}

## Euler-Produkt
Ihre zahlentheoretische Bedeutung erhält die {\displaystyle \lambda }-Funktion durch ihre Verbindung zu den Primzahlen, die sich für {\displaystyle \operatorname {Re} s>1} formelhaft durch das wie folgt ausdrücken lässt:
{\displaystyle \lambda (s)=\prod _{p\,\in \,\mathrm {prim} \,\geq \,3}^{\infty }{\frac {p^{s}}{p^{s}-1}}={\frac {3^{s}}{3^{s}-1}}\cdot {\frac {5^{s}}{5^{s}-1}}\cdot {\frac {7^{s}}{7^{s}-1}}\cdot {\frac {11^{s}}{11^{s}-1}}\cdot \ldots }
Diese Formel ergibt sich direkt aus dem Euler-Produkt für die riemannsche Zetafunktion und obiger Beziehung zwischen {\displaystyle \lambda } und {\displaystyle \zeta }.

## Funktionalgleichung
Im gesamten komplexen Zahlenbereich {\displaystyle s\in \mathbb {C} } gilt diese Identität:
{\displaystyle \lambda (1-s)={\frac {2^{s}-2}{1-2^{s}}}\pi ^{-s}\cos {\bigl (}{\frac {\pi s}{2}}{\bigr )}\Gamma (s)\lambda (s)}
Somit lassen sich mit dieser Formel die Funktionswerte negativer Zahlen mit Hilfe der Funktionswerte aus Funktionswerten positiver Zahlen berechnen.

## Verbindung zur riemannschen ζ-Funktion
Die Funktionalgleichung zwischen dirichletscher {\displaystyle \lambda }-Funktion und riemannscher {\displaystyle \zeta }-Funktion lässt sich aus den dirichletschen Reihendarstellungen beider Funktionen gewinnen. Der {\displaystyle \eta }-Ausdruck wird durch Addition weiterer Dirichletreihen zu folgendem Ausdruck transformiert:
{\displaystyle \lambda (s)+{\frac {1}{2^{s}}}\,\zeta (s)=\lambda (s)+\sum _{n=1}^{\infty }{\frac {1}{(2n)^{s}}}=\sum _{n=1}^{\infty }{\frac {1}{n^{s}}}=\zeta (s)}
Daraus folgt der Zusammenhang:
{\displaystyle \lambda (s)=(1-2^{-s})\,\zeta (s)}
In ganz {\displaystyle \mathbb {C} } behält diese Identität Gültigkeit.

## Weitere Darstellungen

### Integraldarstellung nach dem Abel-Plana-Muster
Gültig für alle {\displaystyle s\in \mathbb {C} } sind neben der genannten Abel-Plana-Definitionsformel auch diese beiden Formeln, welche aus den Abel-Plana-Formeln für die Zetafunktion und für die Etafunktion hervorgehen:
{\displaystyle \lambda (s)={\frac {1}{2}}{\bigl (}1-2^{-s}{\bigr )}{\biggl \{}{\frac {s+1}{s-1}}+\int _{0}^{\infty }{\frac {4\sin[s\arctan(x)]}{(x^{2}+1)^{s/2}{\bigl [}\exp(2\pi x)-1{\bigr ]}}}\,\mathrm {d} x{\biggr \}}}
{\displaystyle \lambda (s)={\frac {2^{s}-1}{2^{s}-2}}{\biggl \{}{\frac {1}{2}}+\int _{0}^{\infty }{\frac {\sin[s\arctan(x)]}{(x^{2}+1)^{s/2}\sinh(\pi x)}}\,\mathrm {d} x{\biggr \}}}
Beide Formeln wurden durch den Mathematiker Niels Henrik Abel entdeckt und in seinem Werk Solution de quelques problèmes à l’aide d’intégrales définies ausführlich behandelt. Diese beiden Formeln stellen zwei Spezialfälle der generellen Abel-Plana-Summenformel dar. Die erste Formel resultiert direkt aus der von den Mathematikern Borwein, Bradley und Crandall behandelten Formel für die riemannsche Zetafunktion, welche sie in ihrem Werk Computational strategies for the Riemann zeta function untersuchten. Die zweite Formel entsteht durch Mellin-Transformation der alternierenden Differenzdarstellung für die dirichletsche Etafunktion nach dem Muster der Abel-Plana-Formel.

### Integraldarstellung nach dem Muster von Euler
Als Mellin-Transformation vom Kosekans Hyperbolicus können weitere Integraldarstellungen hervorgebracht werden.
Eine wichtige Darstellung kann basierend auf der Eulerschen Integraldarstellung der Gammafunktion beziehungsweise der Fakultät aus der Vorgängerfunktion gebildet werden:
{\displaystyle \Gamma (s)=\int \limits _{0}^{\infty }\mathrm {e} ^{-x}x^{s-1}\mathrm {d} x}
Mit dem Kosekans Hyperbolicus führt das zu folgender Darstellung:
{\displaystyle \lambda (s)={\frac {s}{2\,\Gamma (s+1)}}\int _{0}^{\infty }x^{s-1}\operatorname {csch} (x)\,\mathrm {d} x}
Außerdem gilt dieses Doppelintegral über die Potenzen des natürlichen Logarithmus:
{\displaystyle \lambda (s)={\frac {(2^{s}-1)}{(2^{s}-2)\Gamma (s)}}\int \limits _{0}^{1}\int \limits _{0}^{1}{\frac {1}{1+xy}}\ln {\bigl (}{\frac {1}{xy}}{\bigr )}^{s-2}\;\mathrm {d} x\,\mathrm {d} y}

### Reihendarstellung
Eine in ganz {\displaystyle \mathbb {C} } konvergente Reihe ergibt sich mit Hilfe der Eulerschen Reihentransformation:
{\displaystyle \lambda (s)={\frac {2^{s}-1}{2^{s}-2}}\sum _{n=0}^{\infty }{\frac {1}{2^{n+1}}}\sum _{k=0}^{n}(-1)^{k}{n \choose k}{\frac {1}{(k+1)^{s}}}}

### Produktdarstellung
Für alle {\displaystyle s\in \mathbb {C} } konvergiert das hadamardsche Produkt der Lambdafunktion, welches nach seinem Entdecker Jacques Hadamard benannt wird:
{\displaystyle \lambda (s)={\frac {1-2^{-s}}{2(s-1)\,\Gamma (1+s/2)}}\exp {\bigl \{}{\bigl [}\ln(2\pi )-1-\gamma /2{\bigr ]}s{\bigr \}}\prod _{\rho }^{\infty }{\biggl (}1-{\frac {s}{\rho }}{\biggr )}\exp {\bigl (}{\frac {s}{\rho }}{\bigr )}}
Es erstreckt sich über alle nicht-trivialen Nullstellen {\displaystyle \rho } der {\displaystyle \eta }-Funktion und leitet sich einfach aus dem Hadamard-Produkt der Zeta-Funktion ab.

## Werte

### Lambdafunktionswerte von negativen ganzen Zahlen
Es gilt:
{\displaystyle \lambda (0)=0}
{\displaystyle \lambda (-1)={\frac {1}{12}}}
{\displaystyle \lambda (-2)=0}
{\displaystyle \lambda (-3)=-\,{\frac {7}{120}}}
Für natürliche {\displaystyle k} gilt mit den Bernoulli-Zahlen {\displaystyle B_{k}} dieser Ausdruck:
{\displaystyle \lambda (1-k)={\frac {2^{k-1}-1}{k}}B_{k}}

### Basler Problem
Der Wert λ(2) ergibt π²/8 und steht mit dem Basler Problem im Zusammenhang.
Mit dem Satz von Fubini kann dieser Wert auf folgende zwei Weisen bewiesen werden:
Erster Lösungsweg:
{\displaystyle \lambda (2)=\sum _{n=1}^{\infty }{\frac {1}{(2n-1)^{2}}}=\sum _{n=1}^{\infty }\int _{0}^{1}{\frac {1}{(2n-1)}}{x}^{2n-2}\,\mathrm {d} x=\int _{0}^{1}\sum _{n=1}^{\infty }{\frac {1}{(2n-1)}}{x}^{2n-2}\,\mathrm {d} x=}
{\displaystyle =\int _{0}^{1}{\frac {1}{x}}\operatorname {artanh} (x)\,\mathrm {d} x=\int _{0}^{1}\int _{0}^{1}{\frac {y}{\sqrt {(1-x^{2}y^{2})(1-y^{2})}}}\,\mathrm {d} y\,\mathrm {d} x=}
{\displaystyle =\int _{0}^{1}\int _{0}^{1}{\frac {y}{\sqrt {(1-x^{2}y^{2})(1-y^{2})}}}\,\mathrm {d} x\,\mathrm {d} y=\int _{0}^{1}{\frac {\arcsin(y)}{\sqrt {1-y^{2}}}}\,\mathrm {d} y={\frac {\pi ^{2}}{8}}}
Zweiter Lösungsweg:
{\displaystyle \lambda (2)={\frac {s}{2\,\Gamma (s+1)}}\int _{0}^{\infty }x^{s-1}\operatorname {csch} (x)\,\mathrm {d} x(s=2)={\frac {1}{2}}\int _{0}^{\infty }x\operatorname {csch} (x)\,\mathrm {d} x=}
{\displaystyle ={\frac {1}{2}}\int _{0}^{\infty }\int _{0}^{1}{\frac {\cosh(x)}{(1-y^{2})\sinh(x)^{2}+1}}\,\mathrm {d} y\,\mathrm {d} x={\frac {1}{2}}\int _{0}^{1}\int _{0}^{\infty }{\frac {\cosh(x)}{(1-y^{2})\sinh(x)^{2}+1}}\,\mathrm {d} x\,\mathrm {d} y=}
{\displaystyle ={\frac {1}{2}}\int _{0}^{1}{\frac {\pi }{2{\sqrt {1-y^{2}}}}}\,\mathrm {d} y={\frac {\pi ^{2}}{8}}}

### Lambdafunktion und Bernoulli-Zahlen
Für gerade Argumente {\displaystyle 2n=2,4,6,8,\dots } gilt die allgemeine Formel:
{\displaystyle \lambda (2n)=(-1)^{n+1}{\frac {4^{n}-1}{2(2n)!}}B_{2n}\pi ^{2n}}
Somit lässt sich der Zahlenwert von {\displaystyle \eta (2n)} stets in der Form
{\displaystyle \lambda (2n)={\frac {p_{n}}{q_{n}}}\pi ^{2n}}
schreiben, wobei {\displaystyle p_{n}} und {\displaystyle q_{n}} zwei positive ganze Zahlen bezeichnen.
| 2n | pn  | qn        | {\displaystyle \eta (2n)} |
| -- | --- | --------- | ------------------------- |
| 2  | 1   | 8         | 1.2337005501361698273543… |
| 4  | 1   | 96        | 1.014678031604192054546…  |
| 6  | 1   | 960       | 1.001447076640942121906…  |
| 8  | 17  | 161280    | 1.0001551790252961193…    |
| 10 | 31  | 2903040   | 1.000017041363044825488…  |
| 12 | 691 | 638668800 | 1.0000018858485831195759… |

Die ersten Werte für ungerade Argumente sind
{\displaystyle \lambda (1)=+\infty }
{\displaystyle \lambda (3)={\frac {7}{8}}\,\zeta (3)}
{\displaystyle \lambda (5)={\frac {31}{32}}\,\zeta (5)}
{\displaystyle \lambda (7)={\frac {127}{128}}\,\zeta (7)}

## Nullstellen
Gegeben ist aus dem Abschnitt der Definitionen diese Beziehung:
{\displaystyle \lambda (s)=(1-2^{-s})\,\zeta (s)}
Aus dieser Beziehung kann direkt gefolgert werden, dass {\displaystyle \eta (s)} sowohl für alle {\displaystyle m\in \mathbb {Z} \setminus \{0\}} bei {\displaystyle s_{m}=1+{\tfrac {2\pi mi}{\ln 2}}}, als auch zusätzlich an denselben Stellen wie {\displaystyle \zeta (s)} verschwindet.
Dazu gehören einmal die sogenannten trivial erscheinenden Nullstellen bei {\displaystyle s=0,-2,-4,-6,-8,\dots } und somit als Formel ausgedrückt:
{\displaystyle \lambda (0)=\lambda (-2)=\lambda (-4)=\lambda (-6)=\lambda (-8)=\cdots =0}
Dazu gehören aber ebenso die nicht trivial beschaffenen Nullstellen in diesem Intervall: {\displaystyle \{s\in \mathbb {C} |0<\operatorname {Re} s<1\}}
Die berühmte und bis heute unbewiesene riemannsche Vermutung besagt, dass alle nicht-trivialen Nullstellen den Realteil 1/2 besitzen.

## Ableitung

### Ableitungsidentität mit der Zeta-Ableitung
Die Ableitung der {\displaystyle \eta }-Funktion kann für {\displaystyle \operatorname {Re} s>0} wieder als dirichletsche Reihe dargestellt werden:
{\displaystyle \lambda '(s)=\sum _{n=1}^{\infty }{\frac {-\ln(2n-1)}{(2n-1)^{s}}}}
Ein geschlossener Ausdruck für alle komplexen Zahlen {\displaystyle s\in \mathbb {C} } kann über die Ableitung der riemannschen Zetafunktion oder diejenige der dirichletschen Etafunktion ausgedrückt werden:
{\displaystyle \lambda '(s)={\frac {\mathrm {d} }{\mathrm {d} s}}(1-2^{-s})\,\zeta (s)=2^{-s}\ln(2)\,\zeta (s)+(1-2^{-s})\,\zeta '(s)}
{\displaystyle \lambda '(s)={\frac {\mathrm {d} }{\mathrm {d} s}}{\frac {2^{s}-1}{2^{s}-2}}\,\eta (s)=-\,{\frac {2^{s}\ln(2)}{(2^{s}-2)^{2}}}\,\eta (s)+{\frac {2^{s}-1}{2^{s}-2}}\,\eta '(s)}
Diese Formel kann unter Anwendung der Produktregel gewonnen werden.

### Ableitungsidentitäten mit der Abel-Plana-Formel
Eine zu dieser Formel äquivalente und somit ebenso geschlossen für alle komplexen Zahlen {\displaystyle s\in \mathbb {C} } gültige Formel kann erneut mit der Mellin-Transformation beziehungsweise als Derivat der Abel-Plana-Summenformel hervorgebracht werden:
{\displaystyle \lambda '(s)={\frac {\mathrm {d} }{\mathrm {d} s}}{\biggl \{}{\frac {s}{2s-2}}+\int _{0}^{\infty }{\frac {\sin[s\arctan(x)]}{(x^{2}+1)^{s/2}[\exp(\pi x)-1]}}\,\mathrm {d} x{\biggr \}}}
{\displaystyle \lambda '(s)=-\,{\frac {1}{2(s-1)^{2}}}+\int _{0}^{\infty }{\frac {2\arctan(x)\cos[s\arctan(x)]-\ln(x^{2}+1)\sin[s\arctan(x)]}{2(x^{2}+1)^{s/2}[\exp(\pi x)-1]}}\,\mathrm {d} x}
Diese Formeln entstehen nach dem Muster, welches von Niels Henrik Abel in seinem genannten Werk beschrieben wurde.

### Rechenbeispiele für die Ableitung
Rechenbeispiel für s = 0:
{\displaystyle \lambda '(0)=-\,{\frac {1}{2}}+\int _{0}^{\infty }{\frac {\arctan(x)}{\exp(\pi x)-1}}\,\mathrm {d} x=-\,{\frac {1}{2}}\ln(2)\approx -0{,}346573590279972654708616}
Rechenbeispiel für s = 2:
{\displaystyle \lambda '(2)=-\,{\frac {1}{2}}+\int _{0}^{\infty }{\frac {(1-x^{2})\arctan(x)-x\ln(x^{2}+1)}{(x^{2}+1)^{2}[\exp(\pi x)-1]}}\,\mathrm {d} x=-{\tfrac {1}{24}}\pi ^{2}{\bigl [}36\ln(A)-\ln(16\pi ^{3})-3\,\gamma {\bigr ]}\approx -0{,}4181158380761696259082856}
Dabei wird mit dem Buchstaben A die Glaisher-Kinkelin-Konstante ausgedrückt.
Die Integralformel für {\displaystyle \lambda '(0)} kann mit Hilfe der Definition des Logarithmus Naturalis aus der Gammafunktion nach den britischen Mathematikern Edmund Taylor Whittaker und George Neville Watson hergeleitet werden:
{\displaystyle \ln {\bigl [}\Gamma (x){\bigr ]}={\bigl (}x-{\frac {1}{2}}{\bigr )}\ln(x)-x+{\frac {1}{2}}\ln(2\pi )+2x\int _{0}^{\infty }{\frac {\arctan(y)}{\exp(2\pi xy)-1}}\,\mathrm {d} y}

### Ableitungsidentität mit der Digammafunktion
Eine weitere Formel für {\displaystyle s>-1} kann mit Hilfe der Digammafunktion hergeleitet werden.
Es gilt folgende Ableitung für die Gammafunktion:
{\displaystyle {\frac {\mathrm {d} }{\mathrm {d} s}}\Gamma (s+1)=\Gamma (s+1)\,\psi (s+1)}
Und es gilt dann:
{\displaystyle \lambda '(s)={\frac {\mathrm {d} }{\mathrm {d} s}}{\biggl [}{\frac {s}{2\,\Gamma (s+1)}}\int _{0}^{\infty }x^{s-1}\operatorname {csch} (x)\,\mathrm {d} x{\biggr ]}}
{\displaystyle \lambda '(s)={\frac {1}{2\,\Gamma (s+1)}}\int _{0}^{\infty }x^{s-1}\operatorname {csch} (x)[s\ln(x)-s\,\psi (s+1)+1]\,\mathrm {d} x}

## Stammfunktion
Die Ursprungsstammfunktion folgender Linearkombination aus der dirichletschen Lambdafunktion hat diese Identität:
{\displaystyle \lambda (s)-{\frac {s}{2s-2}}=\int _{0}^{\infty }{\frac {\sin {\bigl [}s\arctan(x){\bigr ]}}{(x^{2}+1)^{s/2}{\bigl [}\exp(\pi x)-1{\bigr ]}}}\,\mathrm {d} x}
{\displaystyle \int _{0}^{s}\lambda (t)-{\frac {t}{2t-2}}\,\mathrm {d} t=\int _{0}^{\infty }{\frac {4(x^{2}+1)^{s/2}\arctan(x)-4\arctan(x)\cos[s\arctan(x)]-2\ln(x^{2}+1)\sin[s\arctan(x)]}{(x^{2}+1)^{s/2}[\ln(x^{2}+1)^{2}+4\arctan(x)^{2}][\exp(\pi x)-1]}}\,\mathrm {d} x}
Durch Integration der genannten Abel-Plana-Formel kann dieser Ausdruck hervorgebracht werden. Denn folgende Integralformel ist grundsätzlich gültig:
{\displaystyle \int _{0}^{s}{\frac {\sin(at)}{\exp(bt)}}\,\mathrm {d} t={\frac {a\exp(bs)-a\cos(as)-b\sin(as)}{(a^{2}+b^{2})\exp(bs)}}}
Durch Einsetzen von {\displaystyle a=\arctan(x)} und {\displaystyle b=\ln(x^{2}+1)/2} erhält man direkt die zuvor gezeigte Formel.

## Dirichletsche und riemannsche Funktionen

### Beziehungen der Funktionen
Die Beziehungen von {\displaystyle \lambda } zu der dirichletsche Etafunktion und der riemannschen Zetafunktion werden durch folgende Formel zum Ausdruck gebracht:
{\displaystyle {\frac {\lambda (v)}{2^{v}-1}}={\frac {\eta (v)}{2^{v}-2}}={\frac {\zeta (v)}{2^{v}}}}
Deswegen gilt auch:
{\displaystyle \zeta (v)+\eta (v)=2\lambda (v).}
Die dirichletsche Lambdafunktion ist ein Spezialfall der legendreschen Chifunktion, denn es gilt:
{\displaystyle \lambda (x)=\chi _{x}(1)}
Damit ist sie auch ein Spezialfall der Lerchschen Zeta-Funktion:
{\displaystyle \lambda (s)=2^{-s}\Phi {\bigl (}1,s,{\frac {1}{2}}{\bigr )}}

### Erzeugungsalgorithmus
Zur Ermittlung der dirichletschen Lambdafunktionswerte und Etafunktionswerte von geraden Zahlen dienen auch folgende zwei Formeln:
{\displaystyle \lambda (2n+2)={\frac {1}{n}}\sum _{m=1}^{n}\eta (2m)\lambda (2n+2-2m)}
{\displaystyle \eta (v)={\frac {2^{v}-2}{2^{v}-1}}\,\lambda (v)}
Auf diese Weise können kaskadenartig die dirichletschen Lambdafunktionswerte hervorgebracht werden:
| Summe für die Ermittlung des Lambda-Wertes | Formel für den Eta-Wert                                                                 |
| --- | --------------------------------------------------------------------------------------- |
| {\displaystyle \lambda (2)={\frac {\pi ^{2}}{8}}} | {\displaystyle \eta (2)={\frac {2}{3}}\,\lambda (2)={\frac {\pi ^{2}}{12}}}             |
| {\displaystyle \lambda (4)=\eta (2)\lambda (2)={\frac {\pi ^{2}}{12}}\,{\frac {\pi ^{2}}{8}}={\frac {\pi ^{4}}{96}}} | {\displaystyle \eta (4)={\frac {14}{15}}\,\lambda (4)={\frac {7\pi ^{4}}{720}}}         |
| {\displaystyle \lambda (6)={\frac {1}{2}}{\bigl [}\eta (2)\lambda (4)+\eta (4)\lambda (2){\bigr ]}={\frac {1}{2}}{\bigl (}{\frac {\pi ^{2}}{12}}\,{\frac {\pi ^{4}}{96}}+{\frac {7\pi ^{4}}{720}}{\frac {\pi ^{2}}{8}}{\bigr )}={\frac {\pi ^{6}}{960}}}                                                                             | {\displaystyle \eta (6)={\frac {62}{63}}\,\lambda (6)={\frac {31\pi ^{6}}{30240}}}      |
| {\displaystyle \lambda (8)={\frac {1}{3}}{\bigl [}\eta (2)\lambda (6)+\eta (4)\lambda (4)+\eta (6)\lambda (2){\bigr ]}={\frac {1}{3}}{\bigl (}{\frac {\pi ^{2}}{12}}\,{\frac {\pi ^{6}}{960}}+{\frac {7\pi ^{4}}{720}}{\frac {\pi ^{4}}{96}}+{\frac {31\pi ^{6}}{30240}}{\frac {\pi ^{2}}{8}}{\bigr )}={\frac {17\pi ^{8}}{161280}}} | {\displaystyle \eta (8)={\frac {254}{255}}\,\lambda (8)={\frac {127\pi ^{8}}{1209600}}} |

Nach dem gezeigten Zick-Zack-Muster werden die Werte von dirichletscher Etafunktion und dirichletscher Lambdafunktion bei geraden Zahlen effizient erzeugt.

### Reihen mit den dirichletschen Funktionen
Diese Summe mit der dirichletschen Lambdafunktion hat diesen Wert:
{\displaystyle \sum _{n=1}^{\infty }{\biggl [}{\frac {\lambda (2n)}{2n}}-{\frac {\lambda (2n+1)}{2n+1}}{\biggr ]}={\frac {1}{2}}\,\gamma +{\frac {1}{2}}\ln {\bigl (}{\frac {4}{\pi }}{\bigr )}}
Denn folgende Summe mit der dirichletschen Etafunktion ergibt folgenden Wert:
{\displaystyle \sum _{n=1}^{\infty }{\biggl [}{\frac {\eta (2n)}{2n}}-{\frac {\eta (2n+1)}{2n+1}}{\biggr ]}=\ln {\bigl (}{\frac {4}{\pi }}{\bigr )}}
Die analoge Formel mit der riemannschen Zetafunktion bringt die Euler-Mascheroni-Konstante hervor:
{\displaystyle \sum _{n=1}^{\infty }{\biggl [}{\frac {\zeta (2n)}{2n}}-{\frac {\zeta (2n+1)}{2n+1}}{\biggr ]}=\gamma }
Die oberste Formel geht direkt durch arithmetische Mittelung der beiden darunter stehenden Formeln hervor.